# Scarlino
Scarlino is een gemeente in de Italiaanse provincie Grosseto (regio Toscane) en telt 3409 inwoners (31-12-2004). De oppervlakte bedraagt 88,3 km², de bevolkingsdichtheid is 39 inwoners per km².
De volgende frazioni maken deel uit van de gemeente: Puntone di Scarlino, Scarlino Scalo.

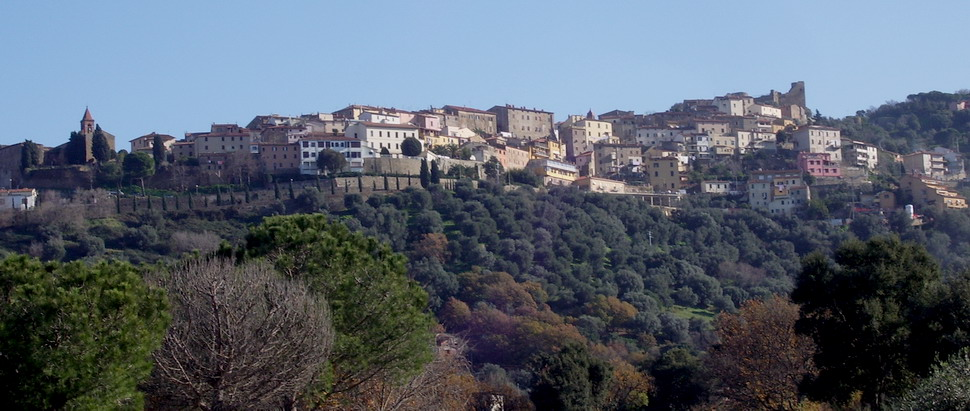
Scarlino
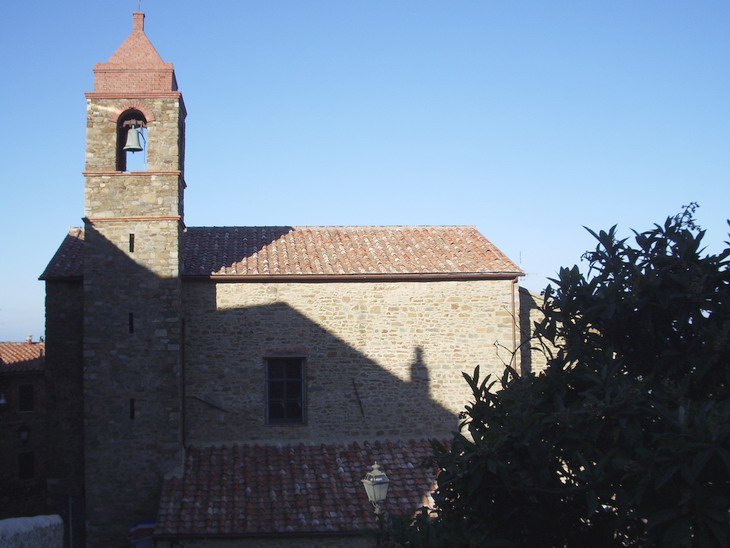
Kerk van San Martino in Scarlino
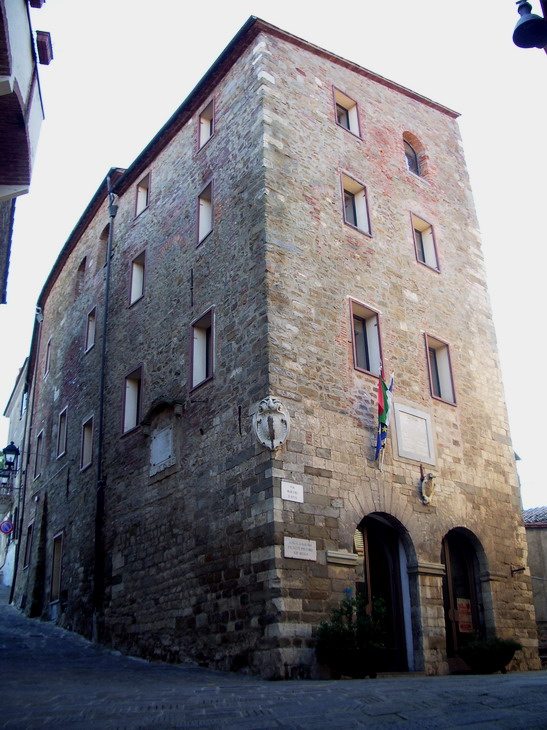
Gemeentehuis
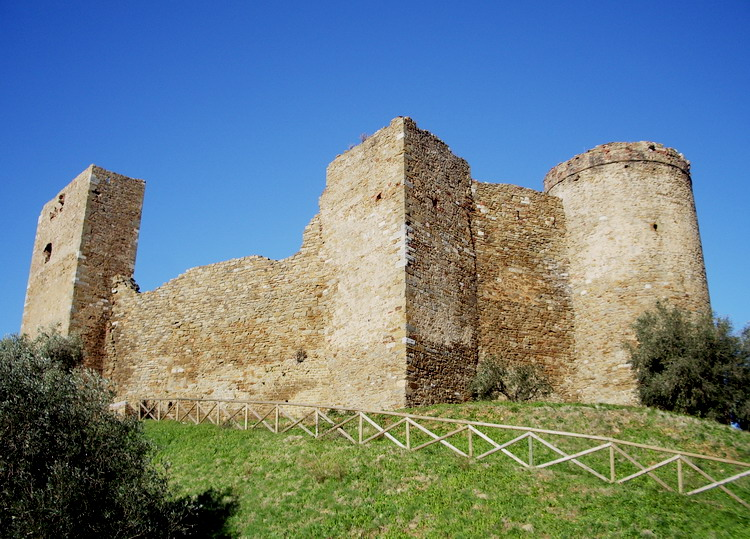
Kasteel van Scarlino
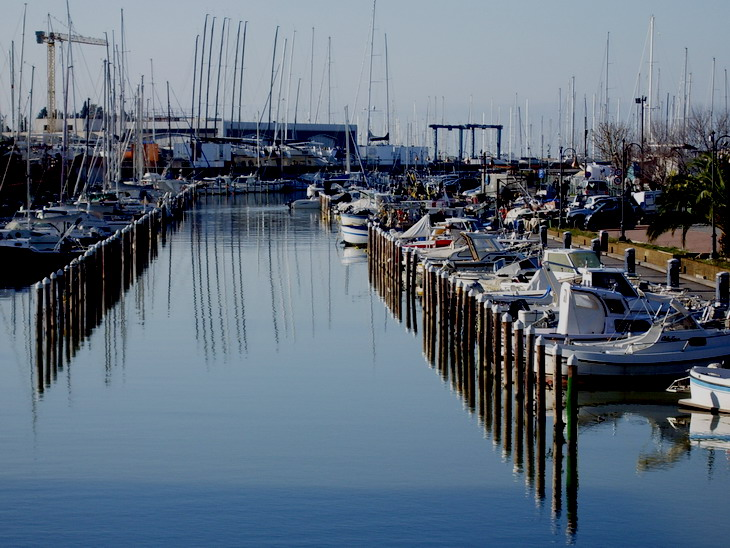
Haven van Scarlino

## Demografie
Scarlino telt ongeveer 1489 huishoudens. Het aantal inwoners steeg in de periode 1991-2001 met 12,7% volgens cijfers uit de tienjaarlijkse volkstellingen van ISTAT.
| Jaar | Inwoneraantal |
| ---- | ------------- |
| 1991 | 2782          |
| 2001 | 3136          |

## Geografie
De gemeente ligt op ongeveer 229 meter boven zeeniveau.
Scarlino grenst aan de volgende gemeenten: Castiglione della Pescaia, Follonica, Gavorrano, Massa Marittima.